# Coppa Italia 1959-1960
La Coppa Italia 1959-1960 fu la 13ª edizione della manifestazione calcistica. Iniziò il 6 settembre 1959 e si concluse il 18 settembre 1960.

## Formula
A causa della nascita della Lega Nazionale Semiprofessionisti, nella quale confluirono tutti i club di Serie C, la partecipazione alla competizione venne ristretta alle 38 squadre di Serie A e B, le sole rimaste a far parte della Lega Nazionale Professionisti, organizzatrice del torneo. La manifestazione iniziò con due turni eliminatori, da cui vennero esentate le società giunte ai quarti di finale della precedente edizione, nonché i campioni d'Italia del Milan per gli impegni in Coppa dei Campioni, e l'Atalanta vincitrice della Serie B 1958-1959, per la partecipazione alla Coppa dell'Amicizia. L'intera manifestazione fu preparata di un unico sorteggio, tenutosi a Milano il 17 luglio 1959.
La manifestazione è cominciata il 6 settembre 1959 con le partite del primo turno. Il tabellone principale, così come l'anno precedente, iniziava dagli ottavi di finale e vide ancora la vittoria della Juventus, nuovamente allo Stadio San Siro, designato in quanto il capoluogo lombardo era la sede della Lega Calcio. Quello del 18 settembre 1960 fu il quarto successo per i bianconeri i quali, aggiudicandosi anche lo scudetto, realizzarono il secondo double della storia del calcio italiano, dopo quello ottenuto dal Torino nella stagione 1942-1943.
Per la Fiorentina, sconfitta in finale per 3-2 dopo i tempi supplementari, ci fu la consolazione della partecipazione vittoriosa ad una nuova coppa europea, creata dagli organizzatori della Coppa Mitropa e riservata ai vincitori delle coppe nazionali, la Coppa delle Coppe, a cui la Juventus non poteva prender parte in quanto già impegnata in Coppa dei Campioni. Si è trattato del quarto successo nella competizione per la squadra torinese, divenendo la prima nella storia della competizione a difendere con successo il trofeo della coppa nazionale vinto nell'edizione precedente.

## Squadre partecipanti
Di seguito l'elenco delle squadre partecipanti.

### Le 18 squadre di Serie A
| - Alessandria - Atalanta - Bari - Bologna - Fiorentina | - Genoa - Inter - Juventus - Lanerossi Vicenza - Lazio | - Milan - Napoli - Padova - Palermo - Roma | - Sampdoria - SPAL - Udinese |

### Le 20 squadre di Serie B
| - Brescia - Cagliari - Catania - Catanzaro - Como | - Lecco - Marzotto Valdagno - Messina - Modena - Novara | - Ozo Mantova - Parma - Reggiana - Sambenedettese - Simmenthal-Monza | - Taranto - Torino - Triestina - Venezia - Verona |

## Risultati

### Primo turno
Il primo turno fu disputato domenica 6 settembre 1959 fra diciotto club di Serie B e dieci di Serie A, abbinati per prossimità geografica.
| Arbitro: | Ferrari (Milano) |

|                           |           |               |
| Perversi 38’ Bellini 108’ | Marcatori | 63’ Gilardoni |

| Arbitro: | Caputo (Napoli) |

|             |           |  |
| Alicata 74’ | Marcatori |  |

| Arbitro: | Rebuffo (Milano) |

|                                |           |                        |
| Bettini 75’, 101’ Canella 100’ | Marcatori | 55’ Secchi 110’ Attili |

| Arbitro: | Righetti (Torino) |

|                                 |                      |                                  |
| Crippa 84’ Turra 104’           | Marcatori            | 68’ (rig.) Goldoni 112’ Tomeazzi |
| Crippa Betello Marchetto Brotto | Tiri di rigore 2 – 4 | Ponzoni Goldoni                  |

| Arbitro: | Righi (Milano) |

|             |           |  |
| Bonafin 26’ | Marcatori |  |

| Arbitro: | Adami (Roma) |

|                   |           |                                               |
| Azzali 20’ (rig.) | Marcatori | 12’ Morbello 25’, 87’ Massei 27’, 81’ Novelli |

| Arbitro: | Babini (Ravenna) |

|                                  |           |              |
| De Robertis 48’ 74’ Catalano 63’ | Marcatori | 75’ Fiorindi |

| Arbitro: | Cariani (Roma) |

|                                         |           |  |
| Vitali 15’, 24’, 64’ Vinicio 86’ (rig.) | Marcatori |  |

| Arbitro: | Angelini (Firenze) |

|                                                    |           |  |
| Manfredini 15’ da Costa 20’ Zaglio 41’ Pestrin 44’ | Marcatori |  |

| Arbitro: | De Magistris (Torino) |

|                                      |           |                             |
| Brighenti 16’, 32’ Tortul 97’ (rig.) | Marcatori | 5’ Maccacaro II 34’ Bagnoli |

| Arbitro: | Mori (Cremona) |

|            |           |  |
| Milani 84’ | Marcatori |  |

| Arbitro: | Leita (Udine) |

|                               |           |                               |
| Oltramari 28’ Chiricallo 117’ | Marcatori | 5’ Ogliari 95’, 96’ Pistacchi |

| Arbitro: | De Marchi (Pordenone) |

|  |           |            |
|  | Marcatori | 70’ Filini |

| Arbitro: | De Robbio (Torre Annunziata) |

|            |           |  |
| Perli 105’ | Marcatori |  |

#### Tabella riassuntiva
| Squadra 1        | Risultato       | Squadra 2         |
| ---------------- | --------------- | ----------------- |
| Como             | 2 - 1 (dts)     | Lecco             |
| Messina          | 1 - 0           | Catanzaro         |
| Udinese          | 3 - 2 (dts)     | Triestina         |
| Brescia          | 2 - 2 (4-6 dcr) | Modena            |
| Lanerossi        | 1 - 0           | Marzotto Valdagno |
| Parma            | 1 - 5           | SPAL              |
| Bari             | 3 - 1           | Taranto           |
| Napoli           | 4 - 0           | Sambenedettese    |
| Roma             | 4 - 0           | Cagliari          |
| Padova           | 3 - 2 (dts)     | Verona            |
| Sampdoria        | 1 - 0           | Novara            |
| Reggiana         | 3 - 2 (dts)     | Ozo Mantova       |
| Simmenthal-Monza | 0 - 1           | Alessandria       |
| Palermo          | 2 - 0 (tav.)    | Catania           |

### Secondo turno
Il secondo turno fu disputato tra domenica 13 e mercoledì 16 settembre 1959. Vide l'ingresso delle squadre vincitrici dei campionati di Serie A e Serie B della stagione precedente, cioè Milan e Atalanta e gli abbinamenti furono nuovamente su base geografica.
| Arbitro: | Rigato (Mestre) |

|                                           |           |                         |
| Odling 8’ (aut.) Brighenti 45’ Zerlin 72’ | Marcatori | 68’ Giacomini 84’ Milan |

| Arbitro: | Gambarotta (Genova) |

|             |           |  |
| Novelli 20’ | Marcatori |  |

| Arbitro: | Babini (Ravenna) |

|                       |           |                    |
| Pinti 28’ Ogliari 66’ | Marcatori | 88’ (rig.) Goldoni |

| Arbitro: | Moriconi (Roma) |

|                                             |           |  |
| Zavaglio 8’, 85’ Nova 18’, 80’ Olivieri 39’ | Marcatori |  |

| Arbitro: | Liverani (Torino) |

|  |           |                     |
|  | Marcatori | Mora 4’ Skoglund 8’ |

| Arbitro: | Angelini (Firenze) |

|                |           |  |
| Di Giacomo 54’ | Marcatori |  |

| Arbitro: | Adami (Roma) |

|              |           |  |
| Vernazza 70’ | Marcatori |  |

| Arbitro: | Mori (Cremona) |

|  |           |             |
|  | Marcatori | 91’ Bellini |

#### Tabella riassuntiva
| Squadra 1         | Risultato   | Squadra 2   |
| ----------------- | ----------- | ----------- |
| 13 settembre 1959 |             |             |
| Padova            | 3 - 2       | Udinese     |
| SPAL              | 1 - 0       | Lanerossi   |
| Reggiana          | 2 - 1       | Modena      |
| Atalanta          | 5 - 0       | Alessandria |
| Roma              | 0 - 2       | Sampdoria   |
| Napoli            | 1 - 0       | Bari        |
| Palermo           | 1 - 0       | Messina     |
| 16 settembre 1959 |             |             |
| Milan             | 0 - 1 (dts) | Como        |

### Ottavi di finale
Il tabellone principale della manifestazione vide la partecipazione di 16 società, ossia le otto qualificate ai quarti di finale dell'edizione 1958-1959 ed altrettante squadre provenienti dalle qualificazioni.
| Arbitro: | Righetti (Torino) |

|                 |           |  |
| Maschio 6’, 43’ | Marcatori |  |

| Arbitro: | Righi (Milano) |

|               |           |  |
| Brighenti 74’ | Marcatori |  |

| Arbitro: | Liverani (Torino) |

|                           |           |              |
| Pochissimo 59’ Medeot 65’ | Marcatori | 77’ Morbello |

| Arbitro: | Angonese (Mestre) |

|                              |           |  |
| Landri 66’ (aut.) Petris 70’ | Marcatori |  |

| Arbitro: | Campanati (Milano) |

|                                                              |           |                                              |
| Stacchini 20’ Sívori 31’, 61’ Cervato 34’ (rig.) Nicolè 106’ | Marcatori | 16’, 53’ Skoglund 74’ (rig.) Milani 90’ Mora |

| Arbitro: | Leita (Udine) |

|             |           |  |
| Campana 31’ | Marcatori |  |

| Arbitro: | Gambarotta (Genova) |

|                         |           |             |
| Rozzoni 41’ Pozzan 118’ | Marcatori | 51’ Lonardi |

| Arbitro: | De Magistris (Torino) |

|                                               |           |                                |
| Corso 56’, 68’, 76’ Firmani 60’ Angelillo 71’ | Marcatori | 5’ (aut.) Fongaro 6’ Pistacchi |

#### Tabella riassuntiva
| Squadra 1        | Risultato    | Squadra 2 |
| ---------------- | ------------ | --------- |
| 1º novembre 1959 |              |           |
| Atalanta         | 2 - 0        | Genoa     |
| 4 novembre 1959  |              |           |
| Padova           | 0 - 2 (tav.) | Torino    |
| Venezia          | 2 - 1        | SPAL      |
| Fiorentina       | 2 - 0        | Como      |
| Juventus         | 5 - 4 (dts)  | Sampdoria |
| Bologna          | 1 - 0        | Napoli    |
| Lazio            | 2 - 1 (dts)  | Palermo   |
| 8 dicembre 1959  |              |           |
| Inter            | 5 - 2        | Reggiana  |

### Quarti di finale
| Arbitro: | Genel (Trieste) |

|                                  |                      |                        |
| Olivieri 51’ Marchesi 72’ (rig.) | Marcatori            | 18’ Sívori 42’ Colombo |
| Marchesi                         | Tiri di rigore 6 – 6 | Montico                |

| Arbitro: | Babini (Ravenna) |

|                |           |             |
| Hamrin 7’, 14’ | Marcatori | 79’ Masiero |

| Arbitro: | Gambarotta (Genova) |

|           |           |  |
| Crippa 7’ | Marcatori |  |

| Arbitro: | Angelini (Firenze) |

|                             |           |                                                    |
| Janich 76’ (aut.) Renna 83’ | Marcatori | 38’ (rig.) Carradori 87’ (rig.) Pozzan 108’ Mattei |

#### Tabella riassuntiva
| Squadra 1      | Risultato       | Squadra 2           |
| -------------- | --------------- | ------------------- |
| 6 aprile 1960  |                 |                     |
| Atalanta       | 2 - 2 (6-6 dcr) | Juventus            |
| Fiorentina     | 2 - 1           | Inter               |
| 27 aprile 1960 |                 |                     |
| Torino         | 1 - 0           | Venezia (1907-1987) |
| 8 giugno 1960  |                 |                     |
| Bologna        | 2 - 3 (dts)     | Lazio               |

### Semifinali
| Arbitro: | Gambarotta (Genova) |

|                                             |           |  |
| Cervato 43’ (rig.) Lojodice 46’ Charles 55’ | Marcatori |  |

| Arbitro: | Righi (Milano) |

|                                               |           |                                        |
| Montuori 11’ Petris 13’, 31’, 39’ Gratton 16’ | Marcatori | 18’ Gualtieri 25’ Virgili 30’ Ferrario |

#### Tabella riassuntiva
| Squadra 1      | Risultato | Squadra 2 |
| -------------- | --------- | --------- |
| 18 giugno 1960 |           |           |
| Juventus       | 3 - 0     | Lazio     |
| 19 giugno 1960 |           |           |
| Fiorentina     | 5 - 3     | Torino    |

### Finale 3º posto
| Arbitro: | Francescon (Padova) |

|                  |           |             |
| Rozzoni 18’, 28’ | Marcatori | 86’ Mazzero |

#### Tabella riassuntiva
| Squadra 1 | Risultato | Squadra 2 |
| --------- | --------- | --------- |
| Lazio     | 2 - 1     | Torino    |

### Finale
| Arbitro: | Righi (Milano) |

| |            | |
| Charles 10’ 78’ Orzan 98’ (aut.) | Marcatori  | 45’ Montuori 60’ Da Costa |
| · Giuseppe Vavassori · Guglielmo Burelli · Benito Sarti · Flavio Emoli · Sergio Cervato · Umberto Colombo · Bruno Nicolè · Giampiero Boniperti · John Charles · 60’ Omar Sívori · Gino Stacchini | Formazioni | Giuliano Sarti Enzo Robotti Sergio Castelletti Dante Micheli Alberto Orzan Rino Marchesi Kurt Hamrin Miguel Montuori Dino Da Costa Luigi Milan Gianfranco Petris |
| Carlo Parola | Allenatori | Lajos Czeizler |

#### Tabella riassuntiva
| Squadra 1 | Risultato   | Squadra 2  |
| --------- | ----------- | ---------- |
| Juventus  | 3 - 2 (dts) | Fiorentina |